# Francesco Moscato
Francesco Moscato (Vazzano, 1774 – Rosarno, 1810) è stato un brigante italiano. Soprannominato il Bizzarro o, in dialetto calabrese, Vizzarru, fu un brigante particolarmente efferato. Fu ucciso dalla sua seconda compagna durante il sonno nell'anno 1810.

## Biografia
Le notizie sul Bizzarro sono riportate nei documenti dell'aiutante generale Giuseppe Iannelli, conservate nel Fonds Italiens della Biblioteca nazionale di Francia.
Era originario di Vazzano, a Monteleone (odierna Vibo Valentia). Di umili origini e di professione bracciante, Moscato cominciò a servire la famiglia Santis di Pizzo, a Vazzano, in qualità di domestico. Il suo aspetto fisico non dispiaceva, e presto entrò in confidenza coi membri della famiglia Santis. Si innamorò di una delle sorelle della famiglia, Felicia Santis, e la relazione andò avanti finché non furono scoperti dai fratelli e Moscato dovette riparare a Filogaso. La persecuzione della famiglia Santis proseguì anche a Filogaso e Moscato fu costretto ad arruolarsi nell'esercito del Regno di Napoli per sfuggire alle persecuzioni.
Tornato a Vazzano una volta calmatesi le acque, esercitò la professione di tavernaio e presto riprese a frequentarsi con la suddetta Felicia Santis; dalla relazione nacque anche un figlio. Venuti a conoscenza i fratelli, cercarono nuovamente di uccidere Moscato, approfittando di un momento in cui era ubriaco. Nella colluttazione prevalse il coraggio di Moscato, tanto che li inseguì fino alla dimora dei Santis. Entrato nella di loro casa, ferì don Cataldo Santis con due coltellate ma, sopraffatto dal numero dei contendenti, ricevette quaranta coltellate. Credendo che fosse morto, fu messo nella bara perché venisse seppellito il giorno successivo ma l'indomani i becchini scoprirono che era ancora vivo; il governatore del luogo, allora, dispose che venisse imprigionato a Forte del Pizzo e ivi fu inviato all'interno della stessa bara.
All'interno del forte i Santis, grazie alle loro conoscenze, riuscirono a fare in modo che non ricevesse medicine ma, nonostante ciò, Moscato riuscì a sopravvivere medicando le ferite con la sua stessa saliva. Un certo Staffetta propose ai Santis di fare uccidere Moscato mentre era in carcere pagando trenta ducati a uno dei carcerati; cionondimeno i Santis, credendo che non sarebbe sopravvissuto a quelle ferite, rifiutarono la proposta. Moscato riuscì a ristabilirsi completamente dalle ferite, anche se le pugnalate al volto ne avessero deturpato il viso. Rimase in carcere per molto tempo ma fu scarcerato dagli inglesi mentre si ritiravano per l'avanzata di francesi. Una volta libero, creò una sua banda di malviventi di cui era capo e si dedicò a varie azioni criminali. Recatosi con tale comitiva a Vazzano, durante la messa domenicale fece circondare la chiesa e accoltellò a morte i fratelli Santis ai piedi dell'altare e ne rapì la sorella. Da quel momento divenne coraggioso e sagace e presto si meritò la protezione di molti proprietari della provincia; da quello stesso momento cominciò una carriera criminale particolarmente efferata, compiendo crimini di ogni genere e assai violenti e, tra questi, fece bruciare vive parecchie persone e fece attaccare alla coda del suo cavallo due birri di Pizzo e mangiò il loro fegato.
Nell'ultima parte della sua vita ebbe una seconda compagna di nome Nicolina. Fu quest'ultima a ucciderlo nel sonno, scaricandogli dei colpi di fucile nel petto. Successivamente, Nicolina fuggì e si recò dal capitano Durante raccontando l'accaduto; ritornarono sul luogo dell'uccisione di Moscato ma non trovarono il corpo. Nel frattempo, infatti, i compagni avevano nascosto il corpo e tagliato il capo di Moscato al fine di ottenere l'amnistia in Sicilia. Non potendo però partire per la Sicilia, si recarono dal capitano Durante affermando di essere stati loro a ucciderlo; quest'ultimo, conoscendo la verità, li fece arrestare e si fece condurre nel luogo dove si trovava il corpo di Moscato. Tale corpo fu diviso in più parti, le quali furono distribuite nei paesi da lui oltraggiati affinché fossero da monito per i malvagi. I delitti trascritti nelle cronache di Iannelli non sono che una centesima parte di tutte quelle che furono le atrocità che il brigante Moscato commise nella sua vita.